# Нарышкин, Константин Иосифович
Константин Иосифович Нарышкин (8 января 1920 год, Острогожск, Воронежская губерния — 12 марта 1999 год) — фрезеровщик Острогожского авторемонтного завода Воронежского областного объединения «Сельхозтехника». Герой Социалистического Труда (13.03.1974).

## Биография
8 января 1920 году в городе Острогожск родился Константин Нарышкин. В школьные годы очень любил посещать местную мастерскую, где активно участвовал в ремонте техники. получил навык работы на станках. Окончив 7 классов трудоустроился учеником слесаря Острогожского авторемонтного завода. Позже его перевели работать фрезеровщиком. Этим делом он занимался до призыва в Красную Армию в 1940 году.
С 1942 года участвовал в боях Великой Отечественной войны. Получил ранение в бою на Воронежском фронте. После восстановления проходил службу автослесарем походной мастерской 4-й фронтовой походной бригады.
После демобилизации вернулся работать на авторемонтный завод. В совершенстве владел работой на всех станках. По итогам 7-й пятилетки награждён Орденом Ленина.
Указом от 13 марта 1974 года за выдающиеся заслуги при ремонте и восстановление сельскохозяйственной техники Константин Нарышкинв был удостоен звания Герой Социалистического Труда с вручением Ордена Ленина и золотой медали «Серп и Молот».
Опытный наставник для молодого поколения автослесарей.
Избирался депутатом Острогожского городского Совета.
В 1986 году вышел на заслуженный отдых. Проживал в Острогожске. Умер 12 марта 1999 году.

## Награды
Имеет следующие награды, за трудовые успехи:
- Герой Социалистического Труда (13.03.1974);
- Орден Ленина (13.03.1974);
- Орден Ленина (23.06.1966);
- Орден Отечественной войны — II степени (11.03.1985);
- Медаль «За боевые заслуги» (20.09.1944).

Почётный гражданин города Острогожск с 1994 года.